# ジェシー・セント・ジェームズ
ジェシー・セント・ジェームズ Jesie St. James（カリフォルニア州出身、1954年 - ）は、1970年代から80年代前半にかけての、いわゆる「ポルノの黄金時代」から活躍していたアメリカ合衆国のポルノ女優。

## 来歴
彼女の初期の代表作としては、『6人の女/ファイヤー・セックス (Blonde Fire) 』、『女教師/ハード・バック・エロ (Easy) 』、『プラチナ・パラダイス2 (Insatiable) 』(後の2作はXRCO殿堂入り映画) が挙げられる。1970年代から80年代にかけてデザレー・クストー、ジョージナ・スペルヴィン、ジュリエット・アンダーソン、マリリン・チェンバース、リサ・デリュー、セカ、セレナ、ヴァネッサ・デル・リオ、ジョン・ホームズ、ジョン・レスリー、ハーシェル・サヴェージなどのトップスターたちと共演している。デザレー・クストーと共演した『女教師/ハード・バック・エロ』は、彼女をトップ女優の座に押し上げた。「生徒」に対するアニリングスのシーン、有名な指でバターをすくい、男優のアナルを責めるシーンは当時としては驚くべきものであった。彼女は1977年から1990年まで女優活動を続け、10年以上の中断の後2002年から再び新作映画に出演し始めた。彼女の仕事は、いくつかの古典ポルノ回顧選集に収められている。

## 出演作の一部
- 1978年 - 『女教師/ハード・バック・エロ (Easy) 』
- 1979年 - 『6人の女/ファイヤー・セックス (Blonde Fire) 』
- 1980年 - 『マルチ・スワップ/交換妻 (The Filthy Rich) 』
- 1980年 - 『プラチナ・パラダイス2 (Insatiable) 』
- 1980年 - 『私に汚い言葉を云って (Talk Dirty to Me) 』
- 1981年 - 『アネット・ヘブン/淫肉エアロビクス (Charli) 』
- 1981年 - 『エログランプリP.T.A./女教師Ｍの秘密 (Vista Valley P.T.A.) 』
- 1982年 - 『ナマデラックス/見開きの女たち (Centerspread Girls) 』
- 1984年 - 『スーパー・クライマックス/女たちのアクメ (Matinee Idol) 』
- 1984年 - 『中年婦人の不倫 (Indecent Pleasures) 』

## 受賞
- AVN殿堂顕彰[1]
- XRCO殿堂顕彰[2] (1999年)